# Ksenija Pervak
Ksenija Joerjevna Pervak (Cyrillisch: Ксения Юрьевна Первак) (Tsjeljabinsk, 27 mei 1991) is een professioneel tennisspeelster van Russische nationaliteit. Op achtjarige leeftijd begon zij met tennis. In 2005 speelde zij haar eerste ITF-toernooi in Rusland. In 2009 won zij het Australian Open juniortoernooi. In 2010 speelde zij haar eerste grandslamtoernooi op Roland Garros waarin zij niet verder kwam dan de eerste ronde. In 2011 bereikte zij op Wimbledon de vierde ronde.
Pervaks familie verhuisde in 2006 naar Berlijn, maar haar coach woont nog steeds in Moskou. Bij het begin van het seizoen 2012 wisselde zij haar Russische nationaliteit in voor de Kazachse. In februari en april 2013 speelde zij bij de Fed Cup in het team van Kazachstan – zij behaalde daar een winst/verlies-balans van 3–1. Vanuit de regionale groep bereikten zij de Wereldgroep II play-offs, die zij verloren van Frankrijk. In augustus 2013 besloot zij weer voor Rusland uit te komen. In november 2015 besloot zij haar tenniscarrière te beëindigen vanwege aanhoudend blessureleed.

## Posities op deWTA-ranglijst
Positie per einde seizoen:
| jaar | rang enkelspel | rang dubbelspel |
| ---- | -------------- | --------------- |
| 2007 | 301            | –               |
| 2008 | 156            | 315             |
| 2009 | 138            | 362             |
| 2010 | 97             | 177             |
| 2011 | 39             | 140             |
| 2012 | 105            | 343             |
| 2013 | 165            | 289             |
| 2014 | 120            | –               |
| 2015 | 573            | –               |

## Resultaten grandslamtoernooien
| Legenda | Legenda                          |
| ------- | -------------------------------- |
| g.t.    | geen toernooi gehouden           |
| l.c.    | lagere categorie                 |
| –       | niet deelgenomen                 |
| G       | uitgeschakeld in de groepsfase   |
| 1R      | uitgeschakeld in de eerste ronde |
| 2R      | uitgeschakeld in de tweede ronde |
| 3R      | uitgeschakeld in de derde ronde  |
| 4R      | uitgeschakeld in de vierde ronde |
| KF      | uitgeschakeld in de kwartfinale  |
| HF      | uitgeschakeld in de halve finale |
| F       | de finale verloren               |
| W       | het toernooi gewonnen            |
| w-v     | winst/verlies-balans             |

### Enkelspel
| toernooi        | 2010 | 2011 | 2012 | 2013 | 2014 |
| --------------- | ---- | ---- | ---- | ---- | ---- |
| Australian Open | –    | 1R   | 1R   | 2R   | –    |
| Roland Garros   | 1R   | 1R   | 1R   | –    | 1R   |
| Wimbledon       | –    | 4R   | 1R   | –    | –    |
| US Open         | 1R   | 1R   | 1R   | –    | 1R   |

### Vrouwendubbelspel
| toernooi        | 2011 | 2012 | 2013 |
| --------------- | ---- | ---- | ---- |
| Australian Open | –    | 1R   | 2R   |
| Roland Garros   | –    | 1R   | –    |
| Wimbledon       | –    | 1R   | –    |
| US Open         | 1R   | –    | –    |

## Palmares
| Legenda                 |
| ----------------------- |
| Grandslamtoernooi       |
| Olympische Spelen       |
| Year-End Championships  |
| Premier Mandatory       |
| Premier Five / WTA 1000 |
| Premier / WTA 500       |
| International / WTA 250 |
| Challenger / WTA 125    |

### WTA-finaleplaatsen enkelspel
| nr.              | finale     | toernooi     | ondergrond | tegenstandster  | score    |         |
| ---------------- | ---------- | ------------ | ---------- | --------------- | -------- | ------- |
| gewonnen finales |            |              |            |                 |          |         |
| 1.               | 2011-09-17 | WTA Tasjkent | hardcourt  | Eva Birnerová   | 6-3, 6-1 | details |
| verloren finales |            |              |            |                 |          |         |
| 1.               | 2011-07-24 | WTA Bakoe    | hardcourt  | Vera Zvonarjova | 1-6, 4-6 | details |

### WTA-finaleplaatsen vrouwendubbelspel
| nr.              | finale     | toernooi    | ondergrond | partner           | tegenstandsters                     | score    |         |
| ---------------- | ---------- | ----------- | ---------- | ----------------- | ----------------------------------- | -------- | ------- |
| gewonnen finales |            |             |            |                   |                                     |          |         |
| geen             |            |             |            |                   |                                     |          |         |
| verloren finales |            |             |            |                   |                                     |          |         |
| 1.               | 2010-02-14 | WTA Pattaya | hardcourt  | Anna Tsjakvetadze | Marina Erakovic Tamarine Tanasugarn | 5-7, 1-6 | details |

### Gewonnen ITF-toernooien enkelspel
| nr. | finale     | toernooi | ondergrond    | tegenstandster in finale | score         | dotatie |
| --- | ---------- | -------- | ------------- | ------------------------ | ------------- | ------- |
| 1.  | 2007-09-30 | Batoemi  | hardcourt     | Corinna Dentoni          | 6-4, 6-3      | $25.000 |
| 2.  | 2008-08-17 | Penza    | gravel        | Sofia Sjapatava          | 6-4, 6-1      | $50.000 |
| 3.  | 2008-08-23 | Moskou   | gravel        | Jelena Koelikova         | 3-6, 6-3, 6-1 | $25.000 |
| 4.  | 2009-08-08 | Moskou   | gravel        | Jekaterina Ivanova       | 4-6, 6-4, 6-2 | $25.000 |
| 5.  | 2009-08-15 | Moskou   | gravel        | Jekaterina Ivanova       | 6-0, 6-2      | $25.000 |
| 6.  | 2009-10-03 | Helsinki | hardcourt     | Stéphanie Foretz         | 6-4, 6-2      | $25.000 |
| 7.  | 2010-07-04 | Toruń    | gravel        | Magda Linette            | 6-4, 6-1      | $25.000 |
| 8.  | 2013-11-01 | Istanbul | hardcourt (i) | Anhelina Kalinina        | 6-0, 7-5      | $25.000 |
| 9.  | 2013-11-10 | Istanbul | hardcourt (i) | Eva Birnerová            | 6-4, 7-6      | $50.000 |

### Gewonnen ITF-toernooien dubbelspel
| nr. | finale     | toernooi         | ondergrond | partner           | tegenstandsters in finale             | score            | dotatie |
| --- | ---------- | ---------------- | ---------- | ----------------- | ------------------------------------- | ---------------- | ------- |
| 1.  | 2008-09-12 | Rousse           | gravel     | Aleksandra Panova | Vitalia Djatsjenko Jevgenija Pasjkova | 6-2, 6-7, [10-5] | $25.000 |
| 2.  | 2008-11-09 | Ismaning         | tapijt (i) | Oksana Ljoebtsova | Julia Görges Laura Siegemund          | 6-2, 4-6, [10-7] | $50.000 |
| 3.  | 2010-04-03 | Chanty-Mansiejsk | tapijt (i) | Aleksandra Panova | Ljoedmyla Kitsjenok Nadija Kitsjenok  | 7-6, 2-6, [10-7] | $50.000 |